# Alimentation saine

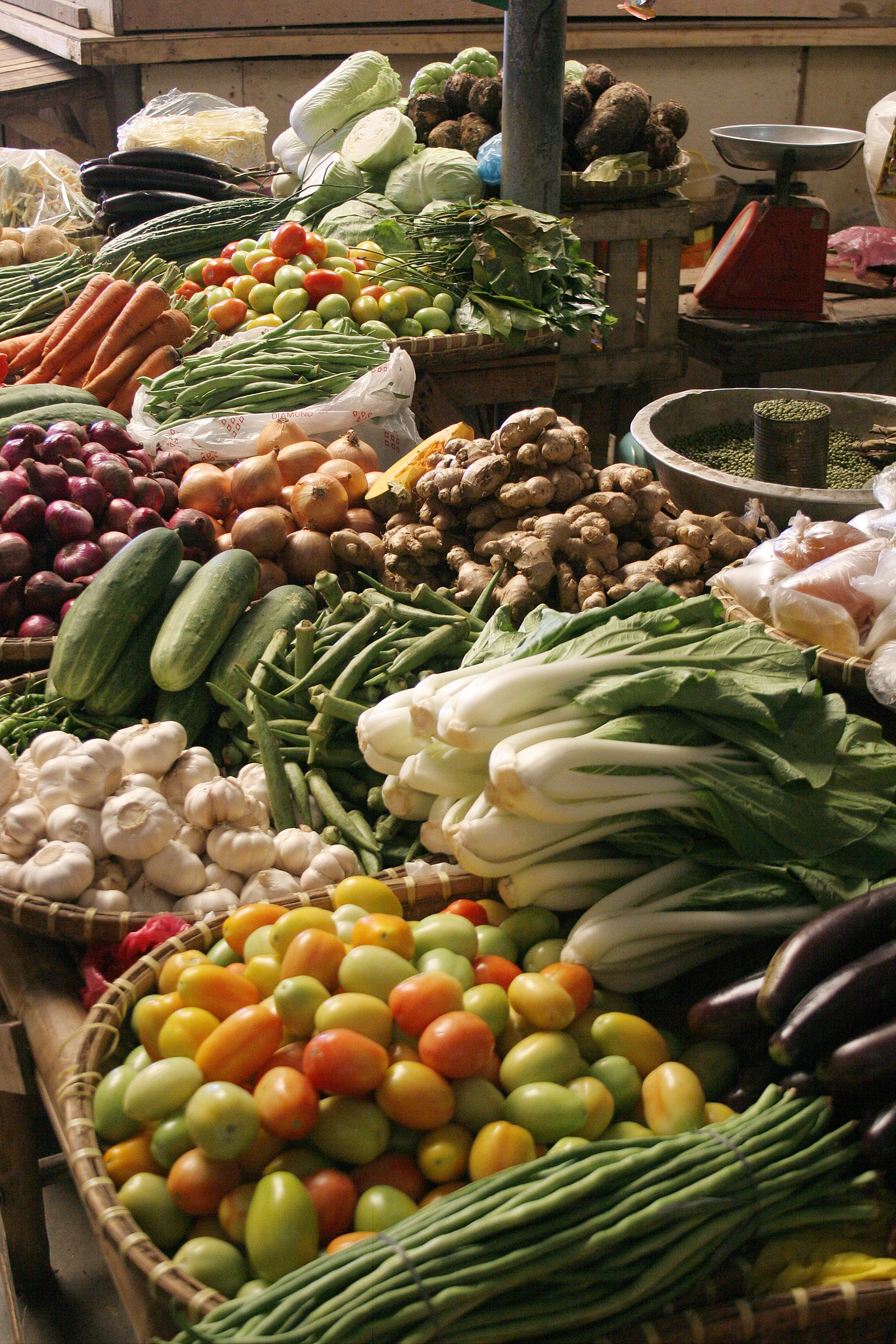
Les légumes verts, les plantes du genre Allium et les légumes crucifères sont des éléments clés d'une alimentation saine.

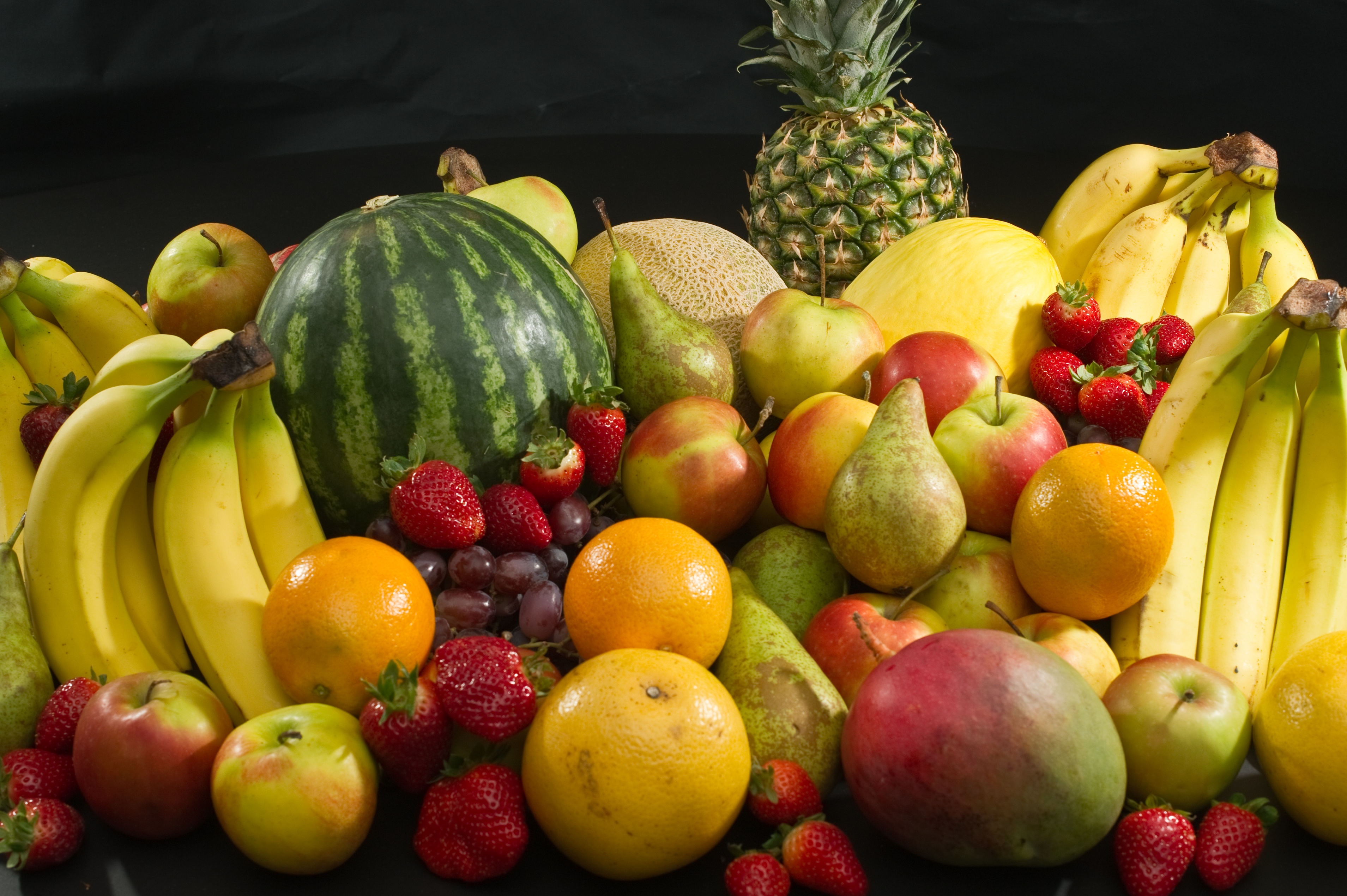
Des fruits communs : pommes, poires, fraises, oranges, bananes, raisins, melons canaries, pastèque, melon, ananas et mangue.

Une alimentation saine est une pratique alimentaire qui permet de maintenir ou d'améliorer sa santé générale (santé mentale y compris) tout au long de la vie. 
Une bonne alimentation fournit à l'organisme les nutriments essentiels : fluide, acides aminés essentiels des protéines, acides gras, vitamines, minéraux ; pas ou peu transformés ; et suffisamment de calories. Cette alimentation peut être satisfaite par une variété d'aliments d'origine végétale, fongique (champignons, levures..), microbienne (aliments fermentés) ou animale, consommés frais ou bien conservés, et sans excès. Elle fournit l'énergie nécessaire sans exposer à la toxicité ou un gain de poids excessif. Un régime sain (en plus de l'activité physique) réduit les risques de santé, comme l'obésité, les maladies cardiaques, le diabète de type 2, l'hypertension et le cancer. La science de la nutrition continue de progresser, avec de nouveaux champs de recherche comme la génomique nutritionnelle.
Selon les estimations, plus de 40 % de la population mondiale ne pouvait pas se permettre une alimentation saine en 2023.

## Composition
Selon l'Organisation mondiale de la santé, un régime alimentaire sain est composé des éléments suivants :
- des fruits, des légumes, des légumes secs (comme des lentilles et des pois), des fruits secs et des céréales complètes (par exemple du maïs, millet, avoine, blé et riz brun non transformés)[2];
- au moins 400 g (soit 5 portions) de fruits et légumes par jour, hors pommes de terre, patates douces, manioc et autres racines amylacées[2];
- moins de 10 % de l’apport énergique total provenant de sucres libres, soit l’équivalent de 50 g (ou environ 12 cuillères à café rases) pour une personne de poids normal consommant environ 2000 calories par jour ; dans l’idéal, pour préserver davantage la santé, cette part devrait être inférieure à 5 % des apports énergiques totaux[2];
- moins de 30 % de l’apport énergétique total provenant des matières grasses. Les graisses insaturées (poisson, avocat et noix, et les huiles de tournesol, de soja, de colza et d’olive) sont à préférer aux graisses saturées (viande grasse, beurre, huile de palme et de noix de coco, crème, fromage, beurre clarifié et saindoux) et aux acides gras trans (aliments industriels et viande et produits laitiers provenant des animaux ruminants). Il est proposé de réduire l’apport en graisses saturées à moins de 10 % de l’apport énergétique total et celui en acides gras trans à moins de 1 % ; les acides gras trans sont à exclure d'une alimentation saine[2].
- moins de 5 g de sel (soit environ une cuillère à café) par jour, de préférence iodé[2].

Certains produits toxiques ou indésirables, contenus par les aliments ou adsorbés à leur surface, peuvent, bien qu'en faible dose, nuire à la santé : ce sont principalement des additifs ou des contaminants tels que métaux lourds et métalloïdes, certains microorganismes indésirables, et les résidus d'insecticides, fongicides, désherbants, limacides et autres pesticides et dans certains contextes des radionucléides. Leur toxicité peut être synergiquement exacerbée par effet cocktail.  
Selon l'ITAB (2024), une revue d'études récente ayant comparé les effets sur la santé des produits issus de l'agriculture conventionnelle et de l'agriculture bio confirment de nombreux bénéfices directs indirects pour l'environnement et pour la santé humaine : risque de cancer diminué de 25 % ; risque de surpoids ou d'obésité diminué de 40 à 50 % ; moindre risque de diabète de type 2. Ceci est notamment permis par une meilleure composition nutritionnelle et à un apport plus élevé en « nutriments anti-inflammatoires et antioxydants, en vitamines, en minéraux et en acides gras oméga-3 » (En Europe, environ un aliment non bio sur deux comporte des traces de pesticide, contre un sur six en bio ; et pour être labellisé "bio",  les aliments transformés ne peuvent contenir d'OGM, ni colorants, exhausteurs de goûts, émulsifiants, édulcorants, nanoparticules ce qui limite le risque toxicologique d'effet cocktail. Des lacunes de connaissance concernent encore les effets directs et indirects des adjuvants et coformulants de pesticides et les effets cocktail ou de perturbation endocrinienne, mais des liens sont suspectés avec les lymphomes non hodgkiniens, maladies de Parkinson, cancers de la prostate, etc.